# Pasar Inuman
Pasar Inuman is een bestuurslaag in het regentschap Kuantan Singingi van de provincie Riau, Indonesië. Pasar Inuman telt 1488 inwoners (volkstelling 2010).